# Can-utility and the coastliners
Can-utility and the coastliners is een nummer van de Britse band Genesis. Het is de vierde track van hun vierde studioalbum getiteld Foxtrot uit 1972. Zoals voor bijna alle composities van Genesis toen, vermeldden de credits het als een groepscompositie van Peter Gabriel, Steve Hackett, Mike Rutherford, Tony Banks en Phil Collins. Hackett claimde bij de uitgave van zijn album Genesis revisited II dat hij het merendeel van het nummer schreef; destijds zong Steven Wilson het. Het nummer zou echter al eerder te beluisteren zijn geweest onder werktitels als Bye bye Johnny en Rock my baby, afgaand op (niet meer te achterhalen) bootlegs uit die tijd. Hackett speelde het nummer tot in de 21e eeuw, ook Genesis-tributebands zoals The Musical Box speelden het nummer. Er is ook een cover bekend van een van de vele versies van Brand X, een band waar in vroeger tijden Phil Collins achter het drumstel zat (album A tribute to Genesis).   
Van Hackett kwam dan ook het verhaal dat het lied gaat over de legende van Knoet de Grote. Die had zo’n genoeg van de vleierij van zijn hofhouding (hij zou almachtig zijn), dat hij de golven van de zee vroeg zich terug te trekken, hetgeen de zee natuurlijk niet deed. Hij bevestigde daarmee dat zelfs een koning niet almachtig is. Een andere strekking van de legende is, dat juist Knoet zich almachtig waande en de zee vroeg zich terug te trekken om dat te bewijzen, hetgeen dus mislukte. De eerste versie is terug te vinden in de tekst "They told of one who tired of all singing, praising him" en "Show my power".